# Сараев, Фёдор Трифонович
Фёдор Три́фонович Сара́ев (1895, Комкай, Забайкальская область — 1966, Чита) — советский хозяйственный, государственный и политический деятель.

## Биография
Родился в 1895 году в селе Комкай (ныне в Оловяннинском районе Забайкальского края). Член КПСС.
Участник Гражданской войны в Сибири, красногвардеец на Забайкальском фронте, подпольщик в 1-м атамана Семёнова Забайкальском казачьем полку, участник переворота в нём, политрук 4-го эскадрона 5-го кавалерийского партизанского полка, член фронтового трибунала, участник боевых действий на Даурском, Восточно-Забайкальском фронтах, Богдатского сражения.
С 1925 года — на хозяйственной, общественной и политической работе. В 1925—1956 гг. — председатель ТОЗ и колхоза в селе Долгокыча, председатель колхоза имени И.В. Сталина в селе Комкай Оловяннинского района Читинской области.
Делегат XIX съезда КПСС. Избирался депутатом Верховного Совета РСФСР 2-го, 3-го и 4-го созывов.
Умер в Чите в 1966 году.